# Bea Santiago
Bea Rose Santiago (Muntinlupa, 17 de fevereiro de 1990) é uma modelo e rainha de beleza da Filipinas venceu o Miss Internacional 2013.
Ela foi coroada em Tóquio, aos 23 anos de idade, por Alejandra Andreu, Miss Internacional 2008, uma vez que sua antecessora, Ikumi Yoshimatsu, não pode participar do evento por ter recebido ameaças de morte.
Bea foi a quinta filipina a levar a coroa de Miss Internacional, tendo sido antecedida por Gemma Cruz, Aurora Pijuan, Melanie Marquez e Lara Quigaman.

## Participação em concursos de beleza

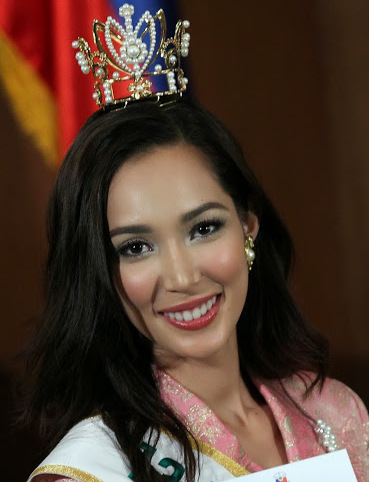

Em 2011 Bea participou do Mutya ng Pilipinas 2011 e depois do Miss Tourism Queen of the Year International 2012, onde, respectivamente, foi Miss Overseas Communities e Top 10.
Em 2013 ela participou do Binibining Pilipinas (Miss Filipinas) 2013, concurso no qual ficou em 2º lugar, ganhando assim a chance de participar do Miss Internacional.
No Japão, em 17 de novembro do mesmo ano, Bea derrotou outras 66 concorrentes e levou a coroa de Miss Internacional 2013. Ao vencer o concurso, Bea disse que durante seu reinado trabalharia para ajudar a reconstruir seu país, duramente atingido pelo Tufão Haiyan.

## Vida pós-concursos
Bea é modelo, atriz e apresentadora e vive no Canadá com a família (mãe canadense e pai filipino).

### Doença renal
Em agosto de 2018, Bea revelou que sofria de uma doença renal crônica. Ela chegou a divulgar fotos em sua conta no Instagram enquanto se tratava no hospital.
Em abril de 2022, foi revelado que ela havia passado por um transplante. O rim foi doado por sei irmão mais novo, após outras duas tentativas de transplante.

### Assédio sexual
Bea revelou no final de 2018 que quando criança foi molestada sexualmente por um padre e que quando participou de concursos de beleza também sofreu assédio. Ela tocou no assunto durante denúncias de algumas misses sobre assédio sexual. "Não importa quem ele seja, ele ainda pode ser um pervertido", disse ela.